# Bănel Nicoliță
Bănel Nicoliță (Făurei, 7 januari 1985) is een Roemeens betaald voetballer die sinds 2011 bij het Franse AS Saint-Étienne speelt.
Nicoliță begon zijn loopbaan als aanvaller in 2001 bij Dacia Unirea Brăila. In 2004 speelde hij op huurbasis voor FCU Politehnica Timișoara. Tussen 2005 en 2011 speelde hij voor Steaua Boekarest. In 2011 vertrok hij naar het Franse AS Saint-Étienne. In zijn eerste twee seizoenen kwam hij aan een totaal van 24 competitiewedstrijden, waarin hij driemaal tot scoren kwam. Hij maakte deel uit van de Roemeense nationale selectie voor het EK 2008. Omdat zijn spel lijkt op dat van Mário Jardel, is zijn bijnaam Jardel.